# Hesperocordulia berthoudi
Hesperocordulia berthoudi – gatunek ważki z rodziny Synthemistidae; jedyny przedstawiciel rodzaju Hesperocordulia; wcześniej zaliczany był do rodziny szklarkowatych (Corduliidae). Endemit Australii; występuje w południowo-zachodniej części Australii Zachodniej.